# Anya Jenkins
Pour les articles homonymes, voir Jenkins.
Anya Jenkins, autrefois connue sous le nom de Aud et Anyanka, Vengeur des Femmes bafouées, est un personnage fictif créé par Joss Whedon pour la série télévisée Buffy contre les vampires, interprété par Emma Caulfield. Le personnage d'Anya, un démon vengeur devenu humain, a été souvent utilisé comme l'un des principaux éléments comiques de la série, principalement en raison de son caractère qui la pousse à la franchise la plus extrême, y compris dans les situations les plus inappropriées, et de sa méconnaissance des rapports sociaux, mais aussi pour son amour de l'argent et sa phobie des lapins (cuniculophobie).

## Biographie fictive

### Histoire du personnage
Anya (Aud) est née en 860 en Suède, dans un petit village. Elle devient une paria dans sa communauté, en raison de ses manières étranges et de ses idées loufoques (telles que multiplier des lapins comme cadeaux). En 880, elle tombe amoureuse du rustre Olaf, un guerrier Viking qui chasse les trolls et boit souvent. Une nuit, Olaf couche avec une serveuse, et Aud, furieuse, utilise un sort pour le transformer en troll. Olaf est alors forcé de quitter le village. L'acte de vengeance d’Aud attire le démon D'Hoffryn, qui lui propose de la transformer en démon vengeur pour les femmes bafouées. D'Hoffryn la renomme Anyanka et lui donne un collier argenté avec la puissance d'accorder des souhaits. L'interprétation des souhaits d'Anyanka qu’expriment ses clientes est souvent plutôt approximative et considérablement plus destructrice que le vœu demandé. 
Autour de 1199, Anyanka se trouve dans les Monts Oural pour maudire un homme infidèle. Elle y est témoin d’une ascension d'un sorcier sous la forme d’un pur démon. Autour de 1580, Anyanka rencontre Dracula, elle assiste aussi au procès des sorcières de Salem en 1692.
Au XIXe siècle, Anyanka devient amie avec le démon vengeur Halfrek, pourtant un féroce concurrent lors de la guerre de Crimée. Anyanka impressionne « Hallie » avec un souhait accordé à Saint-Pétersbourg, qui provoque une révolution en 1905. En 1914, Anyanka est à Chicago, pour punir un homme nommé Stewart Burns, faisant de lui un démon grotesque et l'envoyant dans une dimension de l’enfer. Cet homme revient la torturer le jour de son mariage.

### Apparitions
Intervenant dans quatre épisodes de la saison 3 et de façon récurrente dans la saison 4, Anya apparaît au générique de la série dès le début de la saison 5 et y reste jusqu'à la fin de la série.

#### Saison 3
Anya arrive à Sunnydale lors de l'épisode Meilleurs Vœux de Cordelia pour venger Cordelia qui a surpris Alex, alors son petit ami, en train d'embrasser Willow. Elle exauce son souhait, que Buffy ne soit jamais venue à Sunnydale, ce qui transforme la ville en paradis pour vampires. Mais Giles arrive à comprendre ce qui s'est passé et à détruire le collier d'Anya, qui lui servait à accorder les souhaits. Anya redevient ainsi humaine, ayant échoué dans l'entreprise de récupérer son collier dans l'épisode Les Deux Visages, et commence à éprouver des sentiments pour Alex (épisode les Chiens de l'enfer). Cependant, quand elle apprend qu'une apocalypse se prépare, elle fuit la ville.

#### Saison 4
Elle revient à Sunnydale peu après, lors de l'épisode Désillusions et fait des avances sexuelles à Alex, celui-ci n'y résistant pas longtemps. Elle commence alors une relation amoureuse avec lui, bien qu'au départ essentiellement basée sur le sexe, et devient officiellement sa petite amie au cours de l'épisode l'Esprit vengeur, même si leur relation ne devient plus sentimentale qu'à partir de l'épisode Un silence de mort. Elle intègre dès lors plus ou moins le Scooby-gang bien que ses relations avec les autres membres du groupe (et notamment Willow) ne soient pas au beau fixe. Cependant, et bien qu'elle regrette encore sa condition de démon vengeur, ses connaissances en matière d'occulte sont utiles au groupe.

#### Saison 5
Tout au long de cette saison, Anya devient de plus en plus humaine même si son comportement est encore souvent déroutant (comme dans l'épisode le Double où elle veut garder les deux Alex). Elle est engagée par Giles pour l'assister dans son travail quand celui-ci reprend la boutique de magie de Sunnydale (épisode Sœurs ennemies) et se découvre un amour de l'argent et du système capitaliste. Cependant, elle se dispute toujours aussi souvent avec Willow car elle est jalouse de son lien d'amitié avec Alex, querelles qui atteignent leur point culminant lors de l'épisode Triangle après lequel leurs relations vont peu à peu s'apaiser. Lors de l'épisode Orphelines, elle apprend avec douleur ce qu'est le deuil ainsi que le cycle de la vie et de la mort.  À la fin de la saison, Alex lui fait sa demande en mariage, promettant de l'épouser s'ils survivent à l'apocalypse.

#### Saison 6
Après la résurrection de Buffy, Anya demande de manière récurrente à Alex qu'il tienne sa promesse et, malgré les doutes que celui-ci éprouve, il annonce au groupe leur intention de se marier lors de l'épisode Baiser mortel. Par ailleurs, à la fin de l'épisode Tabula rasa, Giles regagne l'Angleterre, laissant Anya diriger la boutique de magie. Elle passe alors son temps entre son travail et la préparation du mariage, ne remarquant pas le malaise grandissant d'Alex. Le grand jour arrive finalement dans l'épisode la Corde au cou mais Alex, influencé en partie par les fausses images de son futur avec elle présentées par Stewart Burns (transformé en démon par Anya en 1914) l'abandonne au pied de l'autel, lui expliquant qu'il ne se sent pas prêt. D'Hoffryn propose alors à Anya de redevenir un démon vengeur, ce qu'elle accepte. Par la suite, Anya, toujours terriblement malheureuse, couche avec Spike à la grande fureur d'Alex qui a toujours des sentiments pour elle. Alex découvre qu'Anya est redevenue un démon vengeur lors de l'épisode les Foudres de la vengeance, mais Anya accepte néanmoins de les aider, lui et Buffy, à arrêter Willow, décision qui entraîne la destruction de la boutique de magie lors du dernier épisode de la saison.

#### Saison 7
Désormais privée de sa source de revenus, Anya reprend ses activités de démon vengeur mais sans y éprouver aucun plaisir (épisode Démons intérieurs). Halfrek lui révèle même que les autres démons se moquent de ce qu'elle est devenue. Piquée au vif, Anya provoque la mort d'un groupe d'étudiants en réalisant un souhait, dans l'épisode Crise d'identité, ce qui provoque un combat entre elle et Buffy malgré l'intervention d'Alex. Willow invoque alors D'Hoffryn qui demande à Anya si elle souhaite réparer ce qu'elle a fait et Anya, qui éprouve beaucoup de remords, lui répond par l'affirmative même si elle est persuadée que cette décision va lui coûter la vie. Mais D'Hoffryn choisit de tuer Halfrek, sa meilleure amie, à la place, et Anya devient à nouveau humaine. 
À la suite de cet épisode, Anya rejoint à nouveau le Scooby Gang, en partie pour se protéger car D'Hoffryn a chargé des démons de la tuer (elle est sauvée de deux d'entre eux une fois par Buffy, et l'autre fois par Spike), en partie pour ses sentiments pour Alex qui n'ont pas disparu. Elle participe ensuite, à sa manière très personnelle, à l'éducation des Tueuses Potentielles, et couche avec Alex quand Andrew leur fait prendre conscience des sentiments qu'ils éprouvent encore l'un pour l'autre au cours de l'épisode Sous influence. Néanmoins, ils décident de ne pas reprendre leur relation. Décidant de rester avec le groupe malgré la menace d'une nouvelle apocalypse (car elle a appris à aimer les humains), elle participe au combat final du dernier épisode de la série, combat au cours duquel elle est tuée par un Bringer d'un coup d'épée dans le dos alors qu'elle s'était battue courageusement. Andrew console Alex en lui affirmant qu'elle est morte en lui sauvant la vie.

### Dans les comics
Dans Buffy contre les vampires, Saison dix, le fantôme d'Anya apparaît à Alex et communique avec lui à plusieurs reprises. Il est révélé plus tard que D'Hoffryn a créé cette copie d'Anya. Celle-ci acquiert un corps lorsqu'elle réussit à réactiver son pouvoir de réaliser les souhaits, permettant à D'Hoffryn d'augmenter considérablement sa puissance en interprétant librement un vœu fait par Buffy. Lorsque Buffy et ses amis combattent D'Hoffryn, Anya passe de leur côté et annule le vœu accordé précédemment. D'Hoffryn la tue mais il est ensuite vaincu et tué par le Scooby-gang.

## Caractérisation
Emma Caulfield présente son personnage comme étant « ambivalent. Elle lutte avec le fait d'être humaine, chose que nous faisons tous de temps à autre. Elle est irrévérencieuse et très certainement amère ». Pour Jane Espenson, la franchise extrême d'Anya est un très bon ressort narratif car, en disant des choses que les autres n'oseraient pas, elle permet de faire avancer l'histoire. De ce point de vue, et en tant qu'élément comique, Anya reprend au sein du Scooby-gang la place laissée vacante par Cordelia à la fin de la saison 3. 
Dans son étude du personnage d'Anya, Tamy Burnett avance le fait qu'elle est « le seul personnage féminin de l'univers de Buffy à assumer pleinement sa sexualité et à rester impunie pour avoir exprimé cette sexualité ». Bien que le Buffyverse ne manque pas de femmes possédant une grande force de caractère, Anya est la seule à être sexuellement libérée. Buffy et les autres ont en effet toutes été punies pour leurs écarts par rapport au sexe traditionnel, Burnett citant comme exemple la perte de l'âme d'Angel après qu'il a fait l'amour avec Buffy, la mort de Tara juste après sa réconciliation avec Willow, et la transformation de Willow en Warren après le baiser qu'elle échange avec Kennedy. Faith est la plus proche d'Anya au point de vue de la sexualité et de la franchise mais ne parvient pas à intégrer le groupe, ce que réussit Anya et qui la légitime. Cependant, la mort d'Anya dans La Fin des temps, partie 2 rend cette légitimité incomplète. Burnett conclut en remarquant que « l'attitude d'Anya envers le désir sexuel la désigne comme en rébellion par rapport aux formes traditionnelles de la sexualité féminine, une exception significative au schéma dans lequel les autres personnages féminins de la série sont limitées ».